# 哨兵 (游戏)
《哨兵》是杰夫·克拉蒙德创作的益智游戏，1986年面世。
《Computer Gaming World》的康懋达64版游戏评测称「出类拔萃、令人上瘾」（outstanding and addictive）。《Zzap!64》杂志授予游戏「金牌」（Gold Medal）荣誉。